# فيليسيان كابوغا
فيليسيان كابوغا (مواليد 19 يوليو 1935) (بالإنجليزية: Félicien Kabuga)‏ رجل أعمال رواندي، متهم بالتمويل والمشاركة في الإبادة الجماعية في رواندا.

## حياته
ولد كابوغا في مونيجا، في بلدة موكارانج، مقاطعة بيومبا، رواندا الحالية. جمع كابوجا ثروته من خلال امتلاك مزارع الشاي في شمال رواندا، إلى جانب مشاريع تجارية أخرى. يُعدُّ كابوغا مليونيرا، فقد كان على صلة وثيقة بالحركة الوطنية الجمهورية من أجل الديمقراطية والتنمية (MRND) التابع لجوفينال هابياريمانا، وبشبكة الأكازو (Akazu)، وهي مجموعة غير رسمية من المتطرفين الهوتو من شمال رواندا التي ساهمت بقوة في الإبادة الجماعية.
يُتّهم كابوغا أيضًا بكونه متورطا في تأسيس وتمويل الراديو والتلفزيون الحر للهضاب الألف (RTLM)، وكذلك مجلة Kangura، أبرز الوسائل الإعلامية المساهمة بالحشد ضد قبيلة «توتسي»، وبالدعوة إلى تصفيتها. في عام 1993، خلال اجتماع لجمع التبرعات لـ (RTLM) نظمته الحركة الوطنية الجمهورية من أجل الديمقراطية والتنمية، يُزعم أن كابوغا عرَّف علنًا الغرض من تأسيس (RTLM) على أنه الدفاع عن سلطة الهوتو.
كان مُقرّبا من الرئيس الرواندي جوفينال هابياريمانا، رئيس الحزب، والذي فتح اغتياله في أبريل 1994 الباب على المجازر الجماعية. كما تجمعهما علاقة مصاهرة، إذ إن إحدى بناته متزوجة من أحد أبناء هابياريمانا.
وكان كابوغا مسؤولاً عن «صندوق الدفاع الوطني»، الذي من شأنه جمع الأموال لتمويل مليشيات الـ (Interahamwe) بالسلاح، بحسب «المحكمة الجنائية الدولية لرواندا».

## اعتقاله
تم القبض على كابوغا، في أنيار سور سين، بالقرب من باريس، بفرنسا، في 16 مايو 2020 بعد 26 عامًا كهارب. أعربت السلطات الفرنسية عن رغبتها في محاكمته بتهمة ارتكاب جرائم ضد الإنسانية ضد التوتسي في رواندا، باعتباره الممول الرئيسي لمتطرفين من الهوتو ارتكبوا جرائم وذبحوا حوالي 800 ألف شخص في عام 1994 عندما دار صراع دموي في رواندا اعتدى خلاله أغلبية الهوتو على أقلية التوتسي، خصومهم السياسيين في البلاد.
تم القبض عليه من قبل الشرطة الفرنسية نتيجة تحقيق مشترك مع مكتب المدعي العام للآلية الدولية لتصريف الأعمال المتبقية للمحكمتين الجنائيتين (IRMCT). 